# Fethiye İlçe Stadyumu
Fethiye İlçe Stadyumu – stadion piłkarski w Fethiye, w Turcji. Obiekt może pomieścić 8372 widzów. Swoje spotkania rozgrywają na nim piłkarze klubu Fethiyespor.